# Caux
För andra betydelser, se Caux (olika betydelser).
Caux är en kommun i departementet Hérault i regionen Occitanien i södra Frankrike. Kommunen ligger i kantonen Pézenas som tillhör arrondissementet Béziers. År 2022 hade Caux 2 692 invånare.

## Befolkningsutveckling
Antalet invånare i kommunen Caux
Referens:INSEE